# Tales From A Distant Land
Tales Form A Distant Land es un álbum de música New Age del grupo alemán Cusco, lanzado en 1988. 

## Pistas
1. Waltzing Prince
2. Fox And The Lady
3. Beauty And Animal
4. First Love
5. Eternal Wanderer
6. Lucky Jack
7. Fireshoes
8. King Of the Frogs
9. Lonely Rose
10. Solitude

- Datos: Q5853016